# شعبه حيدر (حبيش)

تعديل مصدري - تعديل

شعبه حيدر محلة تابعة لقرية الجيرة، التابعة لعزلة بني معين بمديرية حبيش إحدى مديريات محافظة إب في الجمهورية اليمنية، بلغ تعداد سكانها 22 حسب تعداد اليمن لعام 2004.